# Znanstvena metoda
Znanstvena metoda obuhvaća mnoge tehnike za proučavanje fenomena, pribavljanje novih saznanja, te ispravljanje i dopunjavanje postojećih spoznaja. Zasniva se na:
1. prikupljanju opipljivih, empiričkih i mjerljivih dokaza koji su podožni nekoj logici
2. prikupljanju podataka kroz promatranje i eksperimentiranje
3. formuliranju i testiranju hipoteza

## Elementi znanstvene metode
Osnovni elementi znanstvene metode su kombinacije sljedećeg:
1. karakterizacija (promatranja, mjerenja)
2. hipoteza (teoretska i hipotetska objašnjenja promatranja i mjerenja)
3. predviđanja (logična dedukcija na temelju teorija i hipoteza)
4. eksperimentalno potvrđivanje gore navedenog
Gore navedeni koraci se uglavnom preispituju od relevantne publike (drugih znanstvenika iz određenog područja). Posljednji korak se detaljno preispituje u znanostima poput kemije i fizike. 
Navedena četiri koraka se mogu raspisati kako slijedi:
1. definiranje problema
2. skupljanje informacija o problemu
3. nastanak hipoteze
4. izvođenje eksperimenta
5. analiziranje rezultata eksperimenta
6. interpretiranje dobivenih rezultata i povlačenje zaključaka koji služe za definiranje nove hipoteze
7. objavljivanje rezultata
8. verifikacija objavljenih rezultata
Koraci 3 do 6 mogu se uzastopno više puta ponavljati.